# Collins (cratera)
Collins é uma pequena cratera lunar de impacto, localizada na parte sudeste do Mar da Tranquilidade, na Lua. Situa-se cerca de 25 km ao norte do local de pouco da Apollo 11, a primeira missão humana a pousar no satélite.
Batizada em homenagem ao astronauta Michael Collins, um dos três tripulantes da Apollo 11, com cerca de 2 km de diâmetro a cratera ocupa o centro  de uma fileira de três crateras batizadas com o nome dos astronautas da tripulação da Apollo 11, Collins, Neil Armstrong e Buzz Aldrin. Cerca de 15 km a noroeste, fica ao local de pouso da sonda Surveyour 5.
Antes de ter este nome, a cratera era designada como Sabine D pela União Astronômica Internacional.